# Тетон (округ, Монтана)
Шаблон:StateAbbr_ 47°51′ пн. ш. 112°14′ зх. д. / 47.85° пн. ш. 112.23° зх. д.
Округ Тетон (англ. Teton County) — округ (графство) у штаті Монтана, США. Ідентифікатор округу 30099.

## Історія
Округ утворений 1893 року.

## Демографія
За даними перепису 
2000 року 
загальне населення округу становило 6445 осіб, усе сільське.
Серед мешканців округу чоловіків було 3174, а жінок — 3271. В окрузі було 2538 домогосподарств, 1762 родин, які мешкали в 2910 будинках.
Середній розмір родини становив 3,09.
Віковий розподіл населення поданий у таблиці:
| Стать    | До 15 років | 15-21 | 22-29 | 30-39 | 40-49 | 50-65 | 65-85 | Понад 85 |
| -------- | ----------- | ----- | ----- | ----- | ----- | ----- | ----- | -------- |
| Чоловіки | 682         | 338   | 202   | 393   | 512   | 563   | 431   | 53       |
| Жінки    | 710         | 297   | 184   | 412   | 488   | 591   | 486   | 103      |

## Суміжні округи
- Пондера — північ
- Чуто — схід
- Каскейд — південний схід
- Льюїс-енд-Кларк — південь
- Флетгед — захід

## Виноски
1. ↑  US Decennial Census. US Census Bureau. Процитовано 30 листопада 2014.
2. ↑  Historical Census Browser. University of Virginia Library. Архів оригіналу за 11 серпня 2012. Процитовано 30 листопада 2014.
3. ↑  Population of Counties by Decennial Census: 1900 to 1990. US Census Bureau. Процитовано 30 листопада 2014.
4. ↑  Census 2000 PHC-T-4. Ranking Tables for Counties: 1990 and 2000 (PDF). US Census Bureau. Процитовано 30 листопада 2014.
5. ↑  State & County QuickFacts. US Census Bureau. Архів оригіналу за 6 червня 2011. Процитовано 16 вересня 2013. [Архівовано 2011-06-06 у Wayback Machine.](англ.) Наведено за англійською вікіпедією.
6. ↑  American FactFinder. Бюро перепису населення США. Архів оригіналу за 26 лютого 2012. Процитовано 31 січня 2008. [Архівовано 2008-05-21 у Wayback Machine.]

| США | Це незавершена стаття з географії США. Ви можете допомогти проєкту, виправивши або дописавши її. |